# Carol Beach York
Carol Beach York is een auteur van romans. Een van haar bekendste werken is "Good Charlotte," die de bekende band Good Charlotte heeft overgenomen.

## Werken
- Good Charlotte: The Girls of the Good Day Orphanage, 1. Feb 1994 Reissue, ISBN 0590408453
- Remember Me When I'm Dead, 2002
- Takers and Returners, 2003
- I Will Make You Disappear, 1975
- en nog veel meer..

- Gemeinsame Normdatei: 1067345213
- International Standard Name Identifier: 0000 0000 6331 3216
- Library of Congress Control Number: n79078707
- Nederlandse Thesaurus van Auteursnamen: 282347828
- Virtual International Authority File: 60358776
- WorldCat: E39PBJtX43XPvBkG4GcKVRdPcP